# Liste von Boden-Luft-Raketen
Dieser Artikel listet alle aktuellen und ehemaligen Boden-Luft-Raketen bzw. Boden-Luft-Raketensysteme auf.

## Lafetten-gestützte Systeme

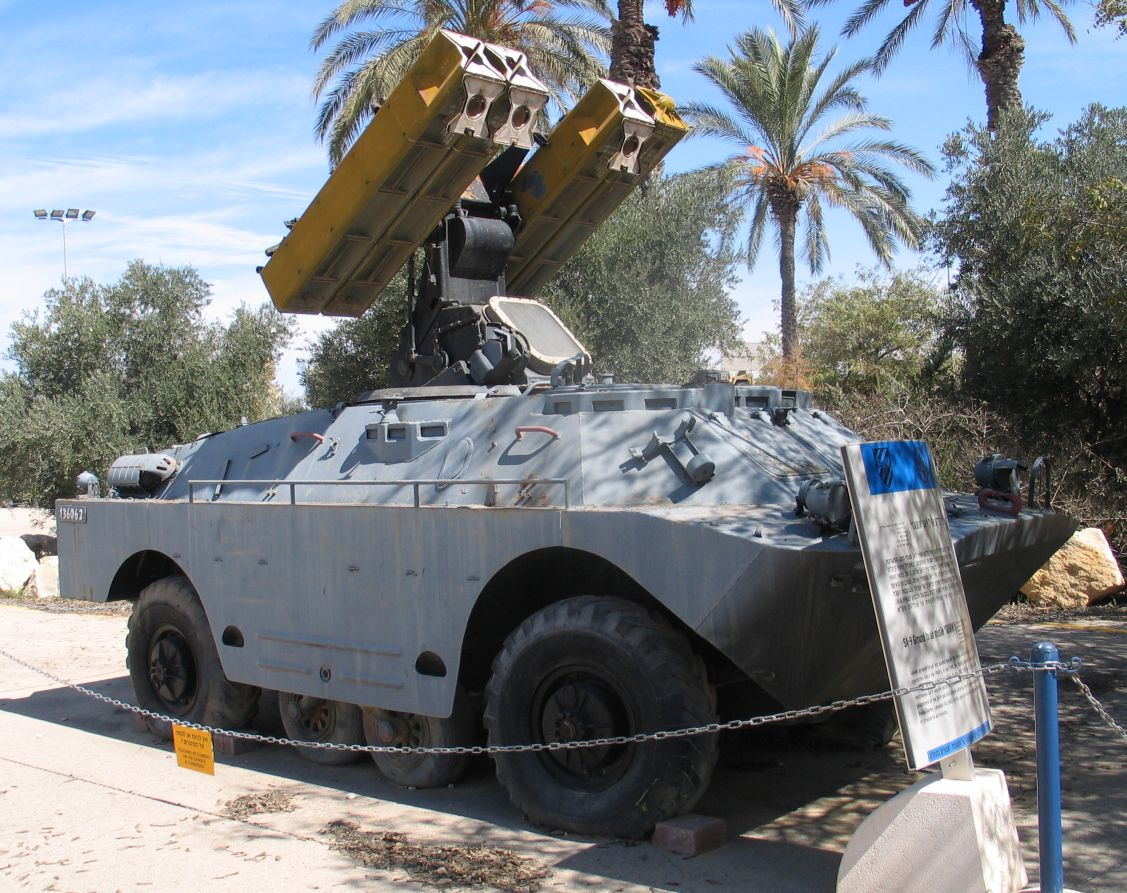
9K31 Strela-1

### Sowjetunion / Russland
NATO-Bezeichnungen in Klammern
Luftwaffe, Heer, Luftverteidigung
- S-25/W-300/R-113, Luftverteidigung (SA-1 Guild)
- RS-25 Dal/W-400/5W11, Luftverteidigung (SA-5 Griffon)
- S-75 Dwina, Luftverteidigung/Luftwaffe (SA-2 Guideline)
- S-125 Newa, Luftverteidigung/Luftwaffe (SA-3 Goa)
- 2K11 Krug, Heer (SA-4 Ganef)
- S-200, Luftverteidigung/Luftwaffe (SA-5 Gammon)
- 2K12 Kub, Heer (SA-6 Gainful)
- 9K33 Osa, Heer (SA-8 Gecko)
- 9K31 Strela-1, Heer (SA-9 Gaskin)
- S-300P, Luftverteidigung/Luftwaffe, teilweise auch Heer (SA-10 Grumble)
- 9K37 Buk, Heer (SA-11 Gadfly)
- S-300W, Heer (SA-12A Gladiator / SA-12B Giant)
- 9K35 Strela-10, Heer (SA-13 Gopher)
- 9K330 Tor, Heer (SA-15 Gauntlet)
- 9K40 Buk-M2, Heer (SA-17 Grizzly)
- 2K22 Tunguska, Heer (SA-19 Grison)
- S-300PMU-1 (SA-20 Gargoyle)
- S-400 Triumf (SA-21 Growler)
- 96K6 Panzir (SA-22 Greyhound)
- S-300WM, Heer (SA-23 Gladiator/Giant)
- A-35 (Abwehrrakete gegen Interkontinentalraketen, Anti-Ballistic Missile)
- A-135 (Anti-Ballistic Missile)
- S-500 Prometey
- S-350 Witjas
- Sosna (SA-24)
- Bagulnik (Exportbezeichnung: Sosna)

Marine
- M-1 Wolna (SA-N-1A)
- S-75M-2 Wolchow (SA-N-2A)
- M-11 Schtorm (SA-N-3 Goblet)
- 4K33 Osa-M (SA-N-4 Gecko)
- 9K32MF Strela-2MF (SA-N-5 Grail)
- S-300F Fort (SA-N-6 Grumble)
- 3K90 M-22 Uragan (SA-N-7 Gadfly)
- 9K34F Strela-3F (SA-N-8 Gremlin)
- 3K95 Kinschal (SA-N-9 Gauntlet)
- 9K38M Igla-M (SA-N-10 Grouse)
- 3K87 Kortik (SA-N-11 Grison)
- 9K40 Buk-M2 (SA-N-14 Grouse)
- S-300FM Fort-M (SA-N-20)

### USA
Heer, Luftwaffe, Marineinfanterie
- MIM-146 ADATS (Air-Defence Anti-Tank System)
- CIM-10 Bomarc (Abwehrsystem gegen Interkontinentalraketen; ursprüngliche Bezeichnung IM-99A)
- LIM-49 Spartan (Abwehrrakete gegen ballistische Raketen)
- M1097 Avenger (mit AIM-9 Sidewinder)
- MIM-3 Nike Ajax (siehe auch Nike (Rakete))
- MIM-14 Nike Hercules (dito)
- MIM-23 HAWK
- MIM-46 Mauler
- MIM-72 Chaparral (mit AIM-9 Sidewinder)
- MIM-104 Patriot
- MIM-144 THAAD (Terminal High Altitude Area Defense)

Marine
- RIM-2 Terrier
- RIM-7 Sea Sparrow (basierend auf der AIM-7 Sparrow)
- RIM-8 Talos
- RIM-24 Tartar
- RIM-50 Typhon
- RIM-66 Standard Missile (auch RIM-67, RIM-156 und RIM-161)
- RIM-116 RAM (Rolling Airframe Missile, Marine)
- RIM-162 ESSM (Evolved Sea Sparrow Missile)

### China
- HN-5 (HongYing-5, basierend auf der SA-14)
- FB-6A (FN-6 auf HMMWV)
- HQ-7 (Hong Qi-7, basierend auf der Crotale)
- HQ-9 (basierend auf der russischen SA-10)
- HQ-61
- HQ-16 (ähnlich der Buk)
- HQ-64/LY-60 (basierend auf der italienischen Aspide bzw. der AIM-7)
- KS-1
- PL-9C (SAM-Variante der PL-9)
- Tianlong-50
- QW-2

### Deutschland
Wehrmacht
- Enzian (Entwicklung aus dem Zweiten Weltkrieg)
- Feuerlilie (Entwicklung aus dem Zweiten Weltkrieg)
- Henschel Hs 117 Schmetterling (Entwicklung aus dem Zweiten Weltkrieg)
- Henschel Hs 297 Föhn (Entwicklung aus dem Zweiten Weltkrieg)
- Rheintochter (Entwicklung aus dem Zweiten Weltkrieg)
- Taifun (Entwicklung aus dem Zweiten Weltkrieg)
- Wasserfall (Entwicklung aus dem Zweiten Weltkrieg)

Bundeswehr
- IRIS-T SLM mit dem Effektor IRIS-T
- IDAS (Marine)
- Lenkflugkörper Neue Generation
- Roland (deutsch-französische Kooperation)
- LeFlaSys Wiesel 2 Ozelot ASRAD mit STINGER

### Finnland
- Ito 2005 mit Robotsystem 70 Mk 2 (BOLIDE)

### Frankreich
- Albatros
- Aster (Marine)
- Crotale
- MICA/SHORAD
- Mistral
- Roland (deutsch-französische Kooperation)
- Sadral (Marine)
- Shahine

### Großbritannien
- Bloodhound
- Sea Ceptor (Marine)
- Seacat (Marine)
- Sea Dart (Marine)
- Sea Slug (Marine)
- Sea Wolf (Marine)
- Starstreak HVM
- Rapier FSC
- Thunderbird
- UP Raketenwerfer

### Iran
- 15. Khordad
- Bavar-373
- Herz-9
- Mersad
- Oghab (noch in der Entwicklung)
- Raad
- Sayyad-4
- Taer-2
- Sayyad-1
- Sayyad-2
- Sayyad-3
- Talash
- Ya Zahra

### Israel
- Arrow
- Barak-1
- Barak-8
- David’s Sling
- Derby
- Python 5
- Iron Dome

### Italien
- Spada

### Japan
- Typ 4 12-cm-Granate (Zweiter Weltkrieg)
- Typ 81 Tan-SAM (Modelle SAM-1B und SAM-1C)
- Typ 93 (Fahrzeugversion des Typs 91)
- Typ 03 Chū-SAM

### Norwegen
- NASAMS (Norwegian Advanced Surface to Air Missile System, bodengestützte AIM-120 AMRAAM)

### Südafrika
- Umkhonto

### Südkorea
- L-SAM

### Taiwan
- Sky Bow (basierend auf der Patriot, Modelle TK1, TK2 und TK3)

### Schweden
- RBS 23 BAMSE

### Türkei
- HISAR-A (Flugabwehrrakete) (noch in der Testphase)
- HISAR-O (Flugabwehrrakete) (noch in der Testphase)

## Schultergestützte Systeme (MANPADS)
Zur Selbstverteidigung gegen Luftbedrohungen verfügen Infanterie-Einheiten über schultergefeuerte oder leicht transportable Boden-Luft-Raketen:

### Sowjetunion
- 9K32 Strela-2 (SA-7 Grail)
- 9K34 Strela-3 (SA-14 Gremlin)
- 9K310 Igla-1 (SA-16 Gimlet)
- 9K38 Igla (SA-18 Grouse)

### Russland
- 9K338 Igla-S (SA-24 Grinch)
- 9K333 Werba (SA-29 Gizmo)

### USA
- FIM-43 Redeye
- FIM-92 Stinger

### China
- HongYing-6
- QianWei-2

### Deutschland
- Fliegerfaust (Entwicklung aus dem Zweiten Weltkrieg)

### Frankreich
- Mistral MANPADS

### Großbritannien
- Blowpipe
- Javelin
- Starburst
- Starstreak

### Indien
- VSHORAD

### Iran
- Misagh-1
- Misagh-2
- Misagh-3

### Japan
- Typ 91 Hand Arrow

### Polen
- Grom
- Piorun

### Rumänien
- CA-94

### Schweden
- RB 70 (mit Starter RBS 70)

### Südkorea
- KP-SAM Shin-Gung